# Ievgueni Nóssov
Ievgueni Ivànovitx Nóssov, rus: Евге́ний Ива́нович Но́сов (1925–2002), fou un escriptor rus i soviètic. Heroi del Treball Socialista (1990).

## Biografia
Ievgueni Nóssov va néixer el 15 de gener de 1925 al poble de Tolmatxiovo, situat a prop de Kursk. Als setze anys va sobreviure a l'ocupació nazi. Va estudiar fins al vuitè curs i, després de la batalla de Kursk (5 de juliol – 23 d'agost de 1943), va passar al front a les tropes d'artilleria, on es va convertir en artiller. Va participar en l'operació Bagration, en les batalles al cap de pont de Rogatxev més enllà del Dnièper. Va lluitar a Polònia.
En les batalles properes a Königsberg, el 8 de febrer de 1945, va resultar greument ferit i va conèixer el Dia de la Victòria en un hospital de Sérpukhov, sobre el qual després va escriure la història "Vi negre de la victòria", rus: Красное вино победы. Després de sortir de l'hospital, va rebre prestacions per invalidesa.
Després de la guerra es va graduar a la secundària. Va marxar cap al Kazakhstan, a la ciutat de Taldikorgan, va treballar com a dissenyador gràfic i empleat literari al diari Semirétxenskaia pravda, rus: Семиреченская правда. Va començar a escriure prosa. El 1951, va tornar a Kursk i va començar a treballar a la redacció del periòdic La guardia jove, rus: Молодая гвардия, on va encapçalar successivament els departaments del jovent treballador, jovent rural i vida de Komsomol. Es va graduar als cursos superiors literaris (1962). A la dècada del 1980 va formar part del consell de redacció de la revista Roman-Gazeta, rus: Роман-газета. Va ser elegit membre de la junta de la Unió d'Escriptors de l'URSS i Rússia. També fou membre de l'Acadèmia de Literatura Russa (1996).
Per les seves destacades fites en el desenvolupament de la literatura soviètica i activitats socials fructíferes, Ievgueni Nóssov va ser guardonat amb el títol d'Heroi del Treball Socialista el 1990. Els primers contes i històries de Nóssov estan dedicats als agricultors i a la natura russa. El llibre A la senda de pesca, rus: На рыбачьей тропе, és una col·lecció de narracions breus en què les pintures de la natura es combinen amb esbossos quotidians i meditacions d'herois, sovint amb records vius de la guerra. El 2001 va ser guardonat amb el Premi Soljenitsin per haver creat obres que "... van revelar el tràgic començament de la Gran Guerra, el seu curs, les seves conseqüències per al camp rus i, posteriorment, l'amargor dels veterans abandonats".
Ievgueni Nóssov va morir el 14 de juny del 2002. Va ser enterrat al cementiri Nikítskoie de Kursk.
Tres anys després de la mort de l'escriptor, a Kursk, en una petita plaça (a la cantonada del carrer Txeliúskintsev), a prop de la casa on vivia Ievgueni Nóssov, es va erigir un monument, obra de l'estudi de l'escultor de Kursk i artista honrat de la Federació Russa Vladímir Barténev.

## Creativitat
Ievgueni Nóssov es pot enquadrar entre els representants de l'anomenada "prosa camperola", rus: Дереве́нская про́за, i la "veritat de trinxera", rus: Окопная правда, no menys significativa en la literatura del segle xx. Els seus temes més importants són els militars i els rurals.